# حي الخنساء

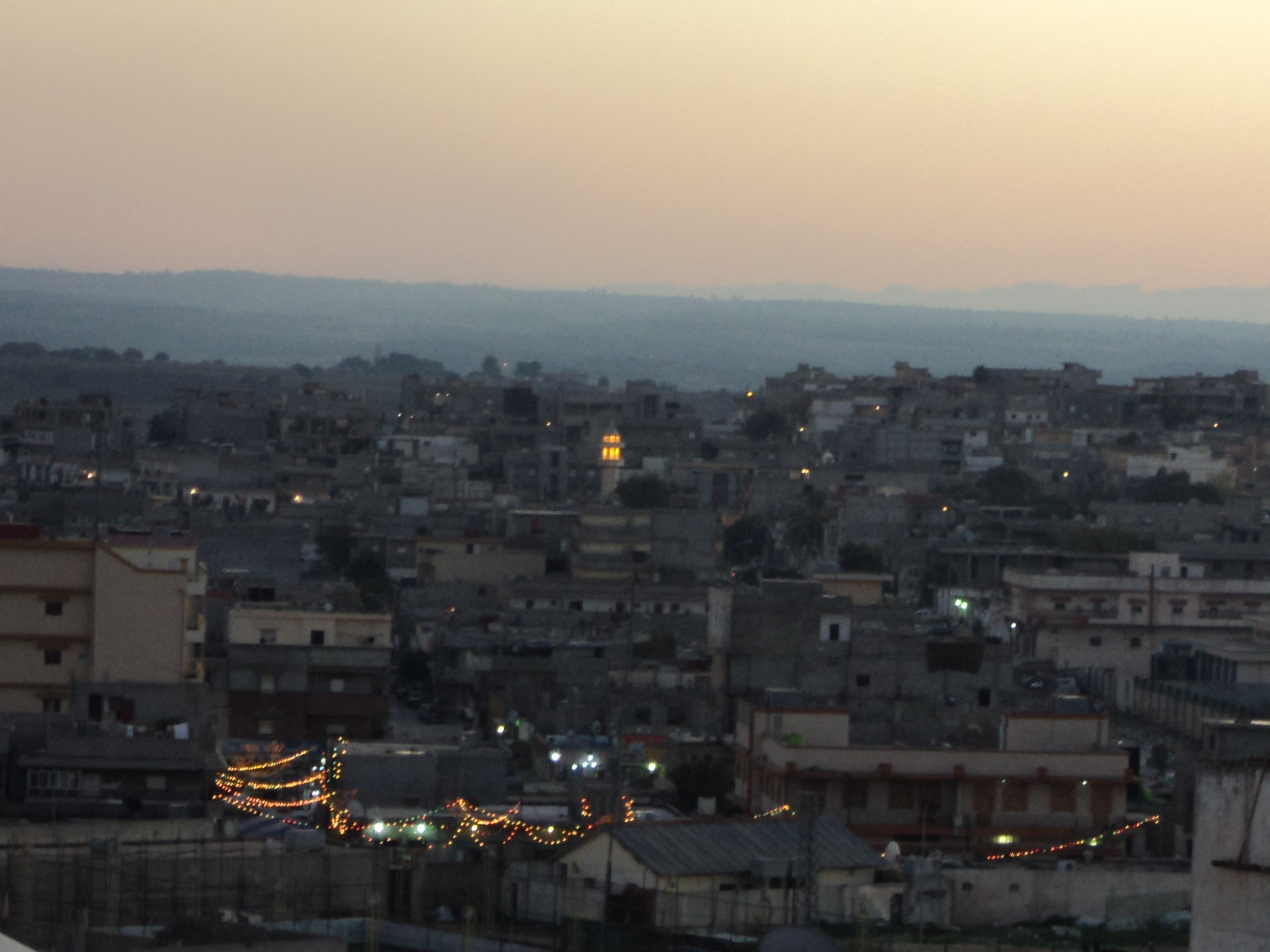
حي الخنساء ليلاً. 19-11-2011.

حي الخنساء منطقة تقع بين شعبية 600 والسوق القديم بمدينة البيضاء في ليبيا. تأتي اهمية المنطقة لوجود مستشفي البيضاء التدريبي ومستشفي عمر المختار للإسعاف السريع به، وترجع تسميتها بهذا الاسم نسبه إلي الشاعرة الخنساء.